# Édifice Robillard
L'édifice Robillard était un immeuble situé au 974, boulevard Saint-Laurent à Montréal, Québec (Canada), construit en 1879 et détruit par un incendie le 17 novembre 2016,.   
L'édifice remplit plusieurs fonctions mais est particulièrement remarquable en tant que premier cinéma en Amérique, commençant à montrer des films le 27 juin 1896, deux jours avant New York et six mois après Paris.  

## Histoire initiale

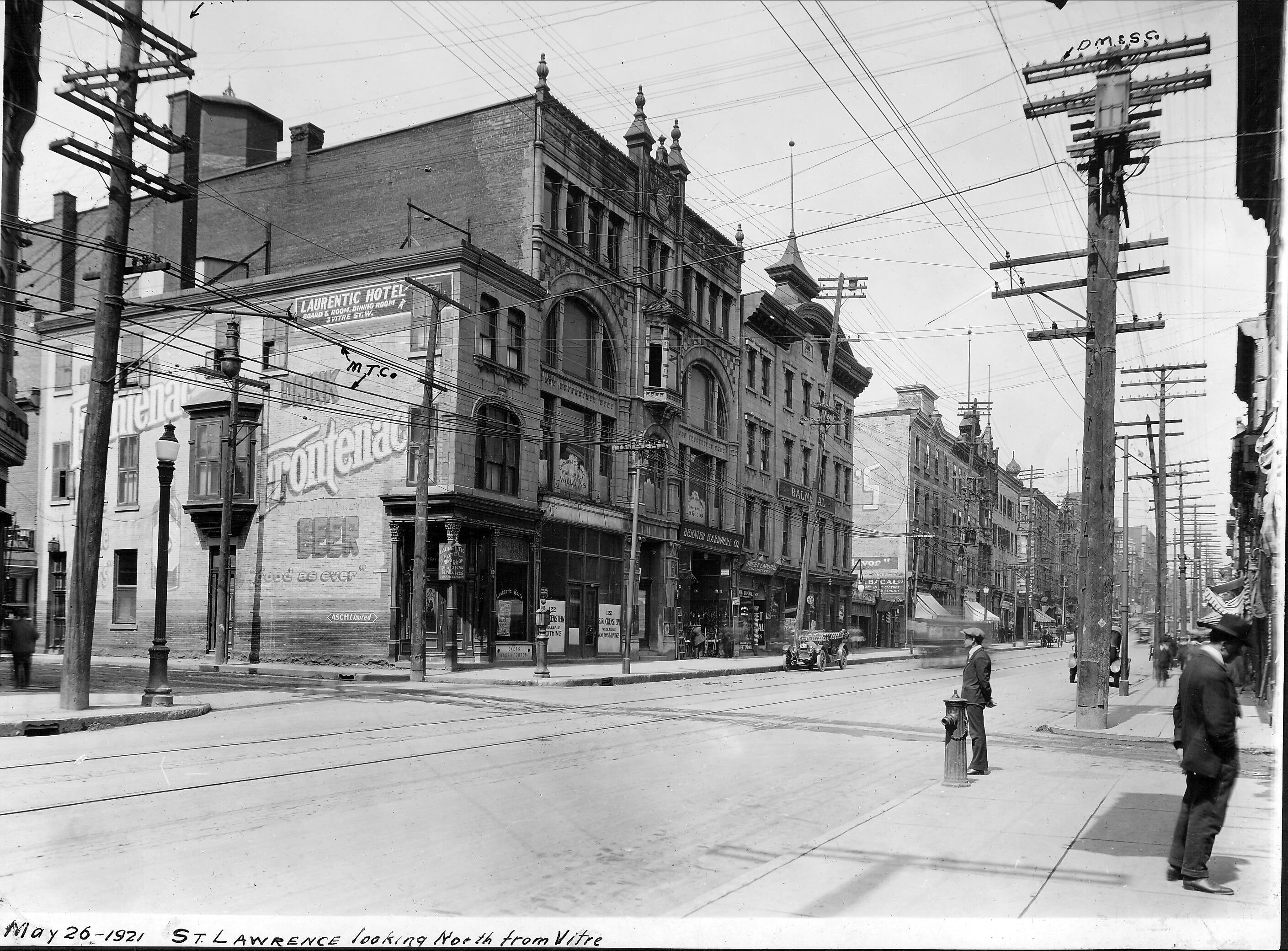
Édifice Robillard en 1921

Conçu dans le style néo-Renaissance par le partenariat d'architecture de Théodore Daoust et Arthur Gendron, il est d'abord utilisé comme bâtiment commercial puis transformé en hôtel en 1890. Un an plus tard, il abrite le Gaiety Museum and Theatorium, une exhibition de curiosités victoriennes similaire à l'Eden Musée and Wonderland dans le Monument-National, un bloc au nord.
Quatre ans plus tard, l'établissement change de propriétaire et de nom. La galerie des « curiosités » est abandonnée et elle devient un théâtre de variétés et de vaudeville sous le nom de Palace Theatre.

## Première salle de cinéma
En mai 1896, Louis Minier, exploitant d'un cinématographe des frères Lumière, présente une projection à l’extérieur du Palace, dans la cour d'un hôtel voisin. Puis le 27 juin il projette un film à l'intérieur du Palace, deux jours avant une séance de cinéma à New York, et un mois avant la première projection à Ottawa le 21 juillet 1896 par des concessionnaires du Vitascope Edison de Thomas Edison et Thomas Armat. La première montréalaise est présentée aux journalistes et aux notables, dont le maire, Richard Wilson Smith,.  
Pendant quelques mois, en 1896 et 1897, l'édifice devient le premier cinéma au Canada, avec des films projetés par Minier et son assistant, Louis Pupier. Les premiers films montrés sont d'un train, d'un navire, d'une charge de cavalerie et de la démolition d'un mur. Le spectacle compte entre 10 et 18 vues, moins d'une minute; la projection dure environ une demi-heure. 

« Je n’aime pas faire servir mes chroniques à la réclame : mais véritablement, en présence du caractère merveilleux de cette découverte, je me crois tenu de signaler à mes lecteurs l’installation du cinématographe à Montréal […]. C’est là que j’ai vu, samedi soir, au cours d’une soirée offerte à la presse et à quelques privilégiés, cette charge de cavalerie dont je n’ai pu donner qu’une idée très affaiblie, ainsi que bien d’autres scènes dont je ne parlerai pas, voulant laisser à mes lecteurs tous les plaisirs de la surprise. Désormais, l’homme, comme ses œuvres, est impérissable. »

Ils se rendent ensuite à Toronto pour projeter des films à l'exposition industrielle de Toronto, puis à une autre exposition à Montréal, et enfin en tournée dans les villes du Québec. Minier reste au Québec pour devenir professeur à l'Université Laval.

## Après

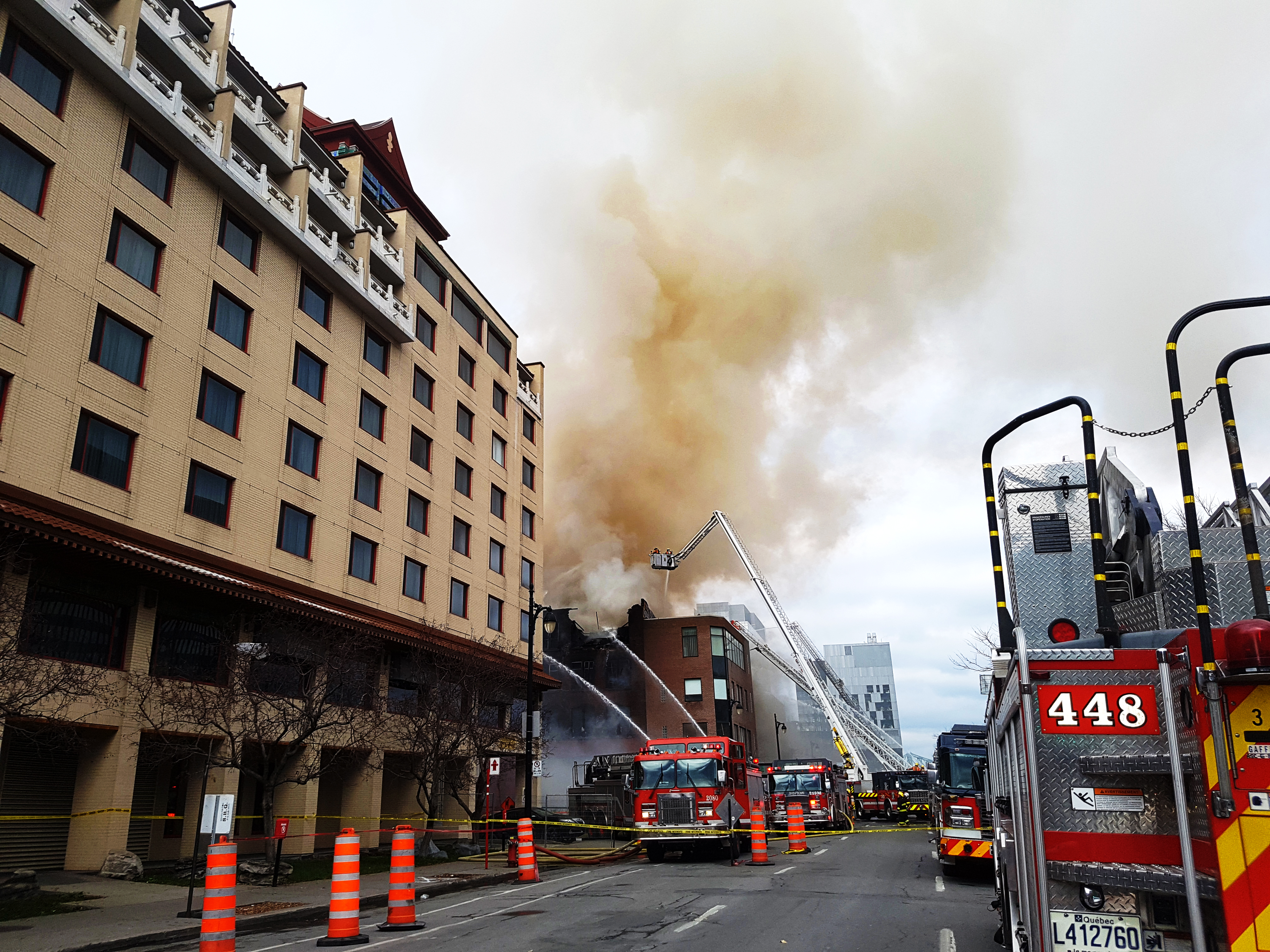
Incendie en 2016

Le bâtiment change à nouveau de fonctions, redevenant théâtre vivant, puis abritant un central téléphonique – l'un des plus anciens de Montréal – et enfin des magasins.
En 1906, une salle exclusivement consacrée au cinéma ouvre ses portes à Montréal, une première également en Amérique du Nord : le Ouimetoscope, fondé par Léo-Ernest Ouimet.
La zone environnante édifice Robillard devient le quartier chinois de Montréal. Acheté en 2012 au coût de 2,7 millions de dollars, le bâtiment est inspecté en 2014 par l'arrondissement de Ville-Marie. Après la visite, il commence à recevoir des réparations, mais de l'amiante a été découvert et les travaux doivent s'arrêter. L'édifice Robillard était « d'intérêt patrimonial » mais n'avait pas le statut d'édifice patrimonial, et demeure vide jusqu'à sa destruction,. Entre 2016 et 2022, le site est resté vide. Dès 2022, une  immeuble en copropriété est construit sur l'ancien site.